# 국경의 밤
국경의 밤은 김동환이 1925년에 쓴 시집 또는 동명의 장편 서사시를 말한다. 서사시 국경의 밤은 한중 국경 지대의 모습을 다룬 작품이다.

## 글로벌세계대백과사전의 설명
김동환의 첫시집. 이 시집에는 한국 최초의 서사시 <국경의 밤> 외에 <북청 물장수> 등 몇 편의 시가 실려 있다.
서사시 <국경의 밤>은 밀수 나간 남편을 기다리는 아내의 슬픔을, 일제의 압박 밑에 억눌린 민족의 비애로써 읊었고, <북청 물장수>에서는 황량한 북국의 정서와 향토미를 노래한 것이다. 그는 이 시집 하나로써 문단에 등장하여 역량 있는 시인으로 평가를 받았다.

## 파생 작품
- 《국경의 밤》: 루시드 폴의 세 번째 정규 음반 (2007년)